# Jeff Parke
Jeff Parke (Abington, 23 marzo 1982) è un ex calciatore statunitense, di ruolo difensore.
Si è ritirato nel 2014 a causa di diversi infortuni accumulati nel corso degli anni.

## Palmarès

### Club

#### Competizioni nazionali
- Major League Soccer Western Conference Championship: 1

New York Red Bulls: 2008
- Lamar Hunt U.S. Open Cup: 2

Seattle Sounders FC: 2010, 2011